# Sparganothina aureola
Espèce
Sparganothina aureola est une espèce de papillons de nuit de la famille des Tortricidae.

## Répartition et habitat
Sparganothina aureola est décrite du Costa Rica.

## Taxinomie
L'espèce Sparganothina aureola est décrite par Bernard Landry en 2001.